# Národní park Park ha-Šaron
Národní park Park ha-Šaron (hebrejsky: גן לאומי פארק השרון, Gan le'umi Park ha-Šaron) je národní park v Izraeli, v Haifském distriktu.

## Geografie
Leží v nadmořské výšce do 20 metrů v pobřežní nížině na písečných dunách lemujících břeh Středozemního moře a v přilehlých lesních a stepních porostech. Park se nachází na jižním okraji města Chadera. Jeho východní hranicí je dálnice číslo 4, západní hranici tvoří břeh moře, na severu je plocha parku vymezena okrajem zástavby čtvrti Giv'at Olga města Chadera, na jihu je to vesnice Michmoret a průmyslová zóna Emek Chefer. Parkem prochází dálnice číslo 2 a pobřežní železniční trať a stojí zde železniční stanice Chadera ma'arav.

## Popis parku
Národní park má plochu cca 6000 dunamů (6 kilometrů čtverečních). Zahrnuje unikátní ekosystém písečných dun, lesních a stepních komplexů, které zachovávají přírodní krajinu v jinak vysoce urbanizované Šaronské planině mezi městy Chadera a Netanja. Její součástí je pás příbřežních písečných dun, les Ja'ar Chadera a ústí řeky Nachal Alexander.